# Crottin de Chavignol
Crottin de Chavignol – ser kozi pochodzący z Francji.
Produkowany jest głównie w centralnej części tego kraju. W pierwszych dniach dojrzewania ser pokrywa się lekko białą pleśnią, a z czasem staje się twardy i kremowy. Czas dojrzewania produktu jest krótki (trwa około miesiąc). Ser ma zawartość tłuszczu 45%.

## Historia
Ser pochodzi z okolic Chavignol i Doliny Loary, jest produkowany od XVI wieku.